# Malinová (okres Prievidza)
Malinová (Hongaars: Csék, Duits: Zeche) is een Slowaakse gemeente in de regio Trenčín, en maakt deel uit van het district Prievidza.
Malinová telt 890 inwoners.